# За правду (партия)
«За пра́вду» — российская политическая партия национал-патриотического толка, существовавшая в 2019—2021 годах. Идеологическую основу партии составляла критика либерализма.
В 2020 году, по итогам выборов в Рязанскую областную думу в единый день голосования, партия набрала 6,92 %, получив один депутатский мандат по партийному списку и льготу на участие в выборах в Государственную думу 2021 года без сбора подписей.

## История
29 октября 2019 года движение было представлено на пресс-конференции в Музее современной истории России спикерами: Захар Прилепин, Александр Казаков, Вадим Самойлов, Эдуард Бояков, Владислав Бевза. Из анонса пресс-конференции: «Общественное движение „За Правду“ — это ответ на сформировавшийся запрос гражданского общества России, которое готово к самоуправлению и не желает, чтобы им манипулировали».
13 ноября 2019 года в Ижевске состоялась первая встреча Захара Прилепина со сторонниками движения. В СМИ выделено две темы: первая — человек труда пропал из СМИ: «В своей программе „Уроки русского“… я стараюсь… не стать „слишком умным“... потому что, если я буду делать только интеллектуальные программы, у меня будет рейтинг 2 %... Но я с вами согласен — надо возвращать человека труда на экраны»; вторая — о преемнике Путина: «Я знаю, кто сейчас рассматривается в качестве основного преемника, и я буду вам об этом периодически намекать».
30 ноября 2019 года Прилепин подтвердил план по преобразованию движения в политическую партию для участия в региональных и думских выборах. По оценке РИА Новости, создание Прилепиным новой партии вошло в перечень главных событий во внутренней политике в 2019 году, при этом сам он оставался членом провластного Общероссийского народного фронта".
20 января 2020 года было объявлено, что ведутся переговоры с партиями «Справедливая Россия» и «„Патриоты России“» об объединении в единую партию.
1 февраля 2020 года прошёл учредительный съезд партии «За правду», её председателем избран писатель и публицист Захар Прилепин. Прилепин выступил с программной речью: «При любых трансферах власти необходимо существование народной организации, способной обеспечить сохранение России… Защищать Родину с оружием в руках — норма. Экспансия — дипломатическая, культурная, политическая, языковая, а в крайних случаях и военная — норма… Россия должна леветь в экономике и праветь во внешней политике». После этого 148 делегатов движения из 58 регионов проголосовали за создание партии «За правду», председателем которой стал Прилепин, первыми заместителями — Александр Бабаков (ответственный за финансы) и Александр Казаков (ответственный за идеологию), также делегатами принята программа партии.
7 апреля 2020 года «За правду» появилась в перечне официально зарегистрированных политических партий России на сайте Минюста РФ.
19 мая 2020 года Минюст РФ внес «За правду» в перечень партий, которые могут участвовать в выборах. Партия намеревалась выдвинуть кандидатов на выборах в законодательные собрания 11 регионов. В Единый день голосования 13 сентября 2020 года партия преодолела избирательный барьер в Рязанскую областную думу получив 6,92 % проведя по партийному списку своего депутата, получив парламентскую квоту. В остальных регионах Магаданской, Калужской, Челябинской областей и Ямало-Ненецкого автономного округа, партия не смогла преодолеть избирательный барьер.
15 декабря 2020 года партия выступила с призывом к признанию ДНР и ЛНР.
28 января 2021 года партия «За правду» была объединена с «Патриотами России» и «Справедливой Россией». Информация об этом начала циркулировать в СМИ ещё в декабре прошлого года, оценивавших это как действия администрации президента по «утилизации» малых партий, чтобы они не отбирали голоса у «Единой России», позволив ей сохранить нынешнее конституционное большинство.

## Организация
Основатели проекта: Захар Прилепин — писатель, член Центрального штаба Общероссийского народного фронта, ранее был национал-большевиком, соучредителем национал-демократического движения «Народ» (вместе с Сергеем Гуляевым и Алексеем Навальным), участником президентских внутрипартийных выборов «Левого фронта»; Александр Казаков — политолог, был одним из идеологов движения «Местные» и руководил молодёжным клубом при МГЕР, а до этого работал в партии «Родина».
Устав, организационно-правовая форма и источники финансирования движения не заявлены. Возможно, получает поддержку от некоммерческой организации «Институт исследования вопросов международной интеграции». По информации издания Meduza, проекту помогают структуры, связанные с Александром Бабаковым (ранее был спонсором партий «Родина» и «Справедливая Россия»), также в финансировании участвуют компании, связанные с Михаилом и Юрием Ковальчуками.
1 февраля 2020 года в политсовет партии «За правду» вошли певица Юлия Чичерина, певец Алексей Поддубный (Джанго), политологи Семён Багдасаров и Сергей Михеев, сын Прилепина Глеб Прилепин, дочь актёра Ивана Охлобыстина Анфиса Охлобыстина.

## Концепция
По мнению некоторых специалистов, эта политическая партия является примером реакции на кризис представительства парламентских партий и ослабление «Единой России» в условиях трансформации партийной системы России.
Это партия консервативной идеологии, противопоставляемая, по заявлению инициаторов проекта, либерализму правительства РФ и либерализму отечественных СМИ. В социально-экономическом плане занимает левые позиции. Движение, по своим словам, направлено на мобилизацию гражданского общества путём особой идеологии, сформулированной в форме выбора дальнейшего пути: «либо принять вызов и победить, либо сдаться и получить внешнее управление, что противно самой природе русского народа». Политический проект ориентирован на представительство интересов большинства россиян, что поможет им проявить свою гражданскую позицию, и потому будет действовать в большинстве регионов России.
Движение готово стать голосом «безмолвного» большинства. Проект позиционируется как партнёр для гражданских инициатив, предлагающий посредничество в диалоге со всеми уровнями власти в России — от муниципальной до президента. Возвращение «голоса» большинству связывается с такими средствами прямой демократии, как местные референдумы и электронное голосование. Такая модель соответствует концепции «долгого государства Путина».

## Критика
Григорий Добромелов, директор Института прикладных политических исследований: «Почему это появилось? Потому что очевидно, что у Прилепина есть публичные политические амбиции, которые он активно выражает. Другое дело, не очень понятно, зачем ему делать какое-то движение, если он один из лиц ОНФ… Поэтому, скорее, у этого проекта есть электоральная база, есть ниша, которую никто не занимает. „Родина“ чуть-чуть по оврагам бегает, но полноценно никто эту группу сейчас не представляет ни в парламенте… ни в общественно-политической жизни. Ниша свободна, но то, как это начинает делаться с самого начала, скорее, говорит о том, что проект будет неуспешным».
По данным журналистки «Ведомостей» Елены Мухаметшиной, новое движение, созданное Захаром Прилепиным, входит в набор партийных проектов, которые Администрация президента России начала тестировать в рамках подготовки к выборам в Государственную думу в 2021 году — это около десятка новых партий для дробления оппозиционно настроенного электората.
Екатерина Шульман, политолог, отмечает, что неудовлетворённость запроса граждан на новые политические лица даёт шансы практически любому деятелю: «Поскольку речь идёт не о том, чтобы завоевать парламентское большинство, а о возможном преодолении избирательного барьера, то потенциально шансы есть у любого нового актора, за счёт самой его новизны… Судя по риторике, Прилепин и его соратники рассчитывают или уже пользуются поддержкой групп влияния, заинтересованных в дальнейшей милитаризации бюджета».
Руководитель Центра исследований модернизационной активности Приволжского филиала Института социологии РАН Александр Жмыриков указывает на мотив самоутверждения: «Захар Прилепин нуждается в том, чтобы быть причисленным к сонму людей, которые на что-то влияют. Со временем его произведения утратили актуальность, но осталась потребность в поддержке элитарной среды, которая сегодня перестала обращать на него внимание».
Секретарь ЦК КПРФ Сергей Обухов упоминает структуру Прилепина в списке потенциальных спойлеров избирательной кампании 2021 года.